# Munizipalität Oni
Die Munizipalität Oni (georgisch ონის მუნიციპალიტეტი, Onis munizipaliteti) ist eine Verwaltungseinheit (etwa entsprechend einem Landkreis) in der Region Ratscha-Letschchumi und Niederswanetien im Norden Georgiens.

## Geographie
Verwaltungszentrum der Munizipalität ist die Kleinstadt Oni. Die Munizipalität grenzt im Nordwesten an die Munizipalität Lentechi und im Westen an die Munizipalität Ambrolauri, beide ebenfalls in der Region Ratscha-Letschchumi und Niederswanetien, im Süden an die Munizipalität Satschchere in der Region Imeretien sowie im Südosten de jure an die Munizipalität Dschawa in der Region Innerkartlien. Im Norden bis Osten wird sie von der Staatsgrenze zur Russischen Föderation umschlossen, größtenteils zu deren Republik Nordossetien-Alanien, im Norden auf einem kurzen Abschnitt zur Republik Kabardino-Balkarien.
De facto steht der südöstliche Teil der Munizipalität um die Kleinstadt Kwaissa (etwa 387 km², entsprechend 23 % der Gesamtfläche) jedoch nicht unter georgischer Kontrolle, sondern gehört wie der nordöstliche Teil der benachbarten Munizipalität Satschchere zur international nur von wenigen Staaten anerkannten Republik Südossetien, und ist Teil von deren Rajon Dsau. Unter südossetischer Kontrolle steht seit 2009, als Folge des Kaukasuskrieges 2008, auch ein nur wenige Kilometer breiter Streifen unbewohnten Gebietes entlang der Staatsgrenze im Bereich der Munizipalität, der bereits in der sowjetischen Periode zum Südossetischen Autonomen Gebiet gehört hatte. Die Gesamtfläche beträgt 1712 km², wovon somit 1326,3 km² georgisch kontrolliert sind.
Die Munizipalität erstreckt sich im östlichen Teil der historischen Region Ratscha, im Tal des Oberlaufes des Rioni ab seiner Quelle sowie seiner dortigen Nebenflüsse, insbesondere der linken Zuflüsse Tschantschachi und Dschodschora; der obere Teil des Dschodschora-Tales bildet den in Südossetien liegende Teil der Munizipalität. Entlang der Grenze zu Russland verläuft der Hauptkamm des Großen Kaukasus mit dem 4462 m hohen Tschantschachi im äußersten Nordosten als höchstem Gipfel in diesem Bereich, mit einer Anzahl weiterer Viertausender entlang der gesamten Nordgrenze. Im Nordwesten zweigt das Letschchumi-Gebirge als Abgrenzung zur historischen Region Niederswanetien (georgisch Kwemo Swaneti, heute Munizipalität Lentechi) ab; von dort ragt auch der bis zu 3609 m hohe Schoda-Kamm an der rechten (westlichen) Flanke des Rioni-Oberlaufes in das Gebiet hinein. Die Abgrenzung der Munizipalität nach Süden bildet das Ratscha-Gebirge, dessen höchster Gipfel Lebeurismta auf dem von Südossetien kontrollierten Gebiet liegt. Der höchste Gipfel im äußersten Südosten des von Georgien kontrollierten Teils der Munizipalität ist die Dagwerila (2723 m); weiter westlich fällt der Kamm auf bis gut 2200 m hohe Gipfel im Südwesten der Munizipalität ab.

## Bevölkerung und Verwaltungsgliederung
Die Munizipalität hat 5.600 Einwohner (Stand: 2021). Die Einwohnerzahl war mit 6.130 Einwohnern (2014, im georgisch kontrollierten Teil) gegenüber der vorangegangenen Volkszählung (9.277 Einwohner 2002) um etwa ein Drittel gesunken, was dem Doppelten des Landesdurchschnitts entsprach und den seit mindestens den 1930er-Jahren (28.645 Einwohner 1939) anhaltenden Trend eines kontinuierlichen Bevölkerungsrückganges fortsetzte.
Bevölkerungsentwicklung
Anmerkung: Volkszählungsdaten

Die größten Ortschaften neben der Stadt Oni (2656 Einwohner) sind im georgische kontrollierten Teil der Munizipalität mit jeweils über 200 Einwohnern die Dörfer Ghari, Ghebi, Glola und Uzera (2014).
Die Munizipalität gliedert sich in den eigenständigen Hauptort Oni sowie 18 Gemeinden (georgisch temi, თემი beziehungsweise bei nur einer Ortschaft einfach „Dorf“, georgisch sopeli, სოფელი) mit insgesamt 64 Ortschaften, davon vier ohne ständige Einwohner:
| Gemeinde     | Anzahl Ortschaften | Einwohner (2014) |
| ------------ | ------------------ | ---------------- |
| Bari         | 3                  | 94               |
| Ghari        | 2                  | 388              |
| Ghebi        | 3 1                | 424              |
| Glola        | 1                  | 279              |
| Gomi         | 2                  | 127              |
| Komandeli    | 6 1                | 129              |
| Kwaschchieti | 6 1                | 69               |
| Mrawaldsali  | 1                  | 7                |
| Paracheti    | 5 1                | 184              |
| Pipileti     | 4                  | 150              |
| Sakao        | 5                  | 225              |
| Scheubani    | 6                  | 379              |
| Schkmeri     | 3                  | 52               |
| Sori         | 3                  | 199              |
| Tschiora     | 1                  | 116              |
| Uzera        | 4                  | 388              |
| Zchmori      | 4                  | 69               |
| Zedissi      | 5                  | 195              |

## Geschichte
Das Gebiet der Munizipalität entspricht dem östlichen Teil der historischen Provinz Ratscha, die in der Zeit des geeinten georgischen Feudalstaates vom 11. bis 15. Jahrhundert lokalen Fürsten unterstellt war, die zeitweise auch über das westlich benachbarte Swanetien herrschten. Nach dem Zerfall des geeinten Reiches wurde Ratscha Lehnsfürstentum des Königreiches Imeretien. 1810 kam das Gebiet mit Imeretien zum Russischen Reich und bildete in Folge den Ujesd Ratscha im Gouvernement Kutais.
Der Ujesd bestand bis in die Anfangsjahre der Sowjetunion. Ab 1928 kam es zu mehreren kurzlebigen administrativen Umbildungen, bis schließlich im Oktober 1930 wurde der eigenständige Rajon Oni ausgegliedert wurde. Von 1963 bis Ende 1964 war der Rajon vorübergehend aufgelöst und sein Gebiet dem benachbarten Rajon Ambrolauri angeschlossen. Am 29. April 1991 war der südliche Teil des Gebietes stark vom schwersten in diesem Teil des Kaukasus je registrierten Erdbeben (Stärke 7,0 auf der Richterskala; MSK IX) betroffen. 1995 wurde der Rajon Oni der neu gebildeten Region Ratscha-Letschchumi und Niederswanetien zugeordnet und 2006 in eine Munizipalität umgebildet.

## Verkehr
Hauptverkehrsader der Munizipalität ist die dem Rioni von Kutaissi über Ambrolauri aufwärts folgende Nationalstraße Sch16 (შ16), die oberhalb von Oni weiter durch das Tal des linken Nebenflusses Tschantschachi zum 2820 m hohen Mamisson-Pass über den Kaukasus-Hauptkamm nach Russland führt. Der oberste Abschnitt mit dem Pass wird von Südossetien kontrolliert und ist daher geschlossen. Von Oni durch das Tal des linken Rioni-Nebenflusses Dschodschora zweigt die Sch27 (შ27) in Richtung Südossetien ab, nach Kwaissa und weiter zur S10 (auch Transkaukasische Fernstraße) zwischen Zchinwali und Dschawa (Dsau). Infolge des Südossetienkonfliks ist auch die Sch27 etwa 20 km von Oni entfernt oberhalb des Dorfes Iri gesperrt.
Somit ist die Sch16 die einzige und in Verbindung mit der vom benachbarten Munizipalitätssitz Ambrolauri ausgehenden Sch17 (შ17) in Richtung Tqibuli–Kutaissi die kürzeste Straßenverbindung nach Zentralgeorgien. Die Route vom Mamisson-Pass über Oni, Ambrolauri und Tqibuli nach Kutaissi entspricht der historischen Ossetischen Heerstraße.
In Tqibuli befindet sich auch die nächstgelegene Bahnstation, seit 1887 Endpunkt einer Nebenstrecke von Rioni über Kutaissi.